# Nazionale maschile di beach soccer del Brasile
La nazionale di beach soccer del Brasile rappresenta il Brasile nelle competizioni internazionali di beach soccer ed è controllata dalla Confederação Brasileira de Futebol (CBF). È la nazionale di beach soccer più titolata.

## Titoli
- Mondiali di beach soccer: 15

1995, 1996, 1997, 1998, 1999, 2000, 2002, 2003, 2004, 2006, 2007, 2008, 2009, 2017, 2024, 2025
- Mundialito de Futebol de Praia: 9

1997, 1999, 2000, 2001, 2002, 2004, 2005, 2006, 2007
- CONMEBOL-CONCACAF Beach Soccer Championship: 1

2005
- CONMEBOL Beach Soccer Championship: 6

2006, 2008, 2009, 2011, 2015, 2017
- Copa América: 2

2016, 2018

## Squadra attuale
I seguenti giocatori e membri dello staff sono stati convocati per il Campionato mondiale di beach soccer 2021
| N. |                    | Ruolo | Calciatore |
| -- | ------------------ | ----- | ---------- |
| 1  | Brasile (bandiera) | P     | Mão        |
| 2  | Brasile (bandiera) | A     | Alisson    |
| 3  | Brasile (bandiera) | D     | Antonio    |
| 4  | Brasile (bandiera) | D     | Catarino   |
| 5  | Brasile (bandiera) | D     | Filipe     |
| 6  | Brasile (bandiera) | A     | Lucao      |
| 7  | Brasile (bandiera) | A     | Edson Hulk |

| N. |                    | Ruolo | Calciatore   |
| -- | ------------------ | ----- | ------------ |
| 8  | Brasile (bandiera) | D     | Luis Enrique |
| 9  | Brasile (bandiera) | A     | Rodrigo      |
| 10 | Brasile (bandiera) | C     | Datinha      |
| 11 | Brasile (bandiera) | C     | Mauricinho   |
| 12 | Brasile (bandiera) | P     | Rafa Padilha |
| 13 | Brasile (bandiera) | A     | Zé Lucas     |
| 14 | Brasile (bandiera) | P     | Tiago Bobo   |

- Allenatore:  Gilberto Sousa